# قلعه‌اونو (پوسوف)
قلعه‌اونو (به ترکی استانبولی: Kaleönü، به ارمنی: Ագարա) یک منطقهٔ مسکونی در ترکیه است که در پوسوف واقع شده‌است.